# 演劇集団アクト青山
演劇集団アクト青山はアクト青山ドラマティック・スクール主宰・渥美國泰の弟子たちによって立ち上げられた、アクト青山ドラマティックスクール卒業生による劇団。現在の正規劇団は劇派・月（げきは・つき）と呼ばれ渥美の存命中より小西優司（現・演劇集団アクト青山代表）を主宰として近代演劇の新しいあり方と、『美しい日本語をもっと日本に』をモットーとして活動していた。
渥美の没後、その後継者として任命された小西優司は現在代表を務め、演劇集団アクト青山としての活動（発表会公演・アトリエ公演・サマー/ウィンター・スクールの実施）を中心に劇派・月の主宰・演出家・俳優としても活動している（2010年秋に劇派・月としての単独公演を予定）。
演劇集団アクト青山は失われ行く新劇の美しさ、良さ、その言葉の響き、ひいては日本語の持つその美しい発音や文法に焦点を当て古今の名作を中心に伝統的でクラシックな演劇のあり方を追求する演劇集団である。
俳優陣はアクト青山ドラマティックスクール時代からの10年にも及ぶ研鑽を積んだものばかりで卒業後、小西優司を中心に集まった同士である。現在のメンバーは、主宰であり俳優・演出家・脚本家の小西優司を筆頭に、菊地正人・室井俊介・藤野マキ・安中愛子・千葉滋・暁雅火の合計7名。
主な上演作品は岸田國士の『牛山ホテル』『パン屋文六』『運を主義にまかす男』『命を弄ぶ男二人』『温室の前』『顔』『屋上庭園』『紙風船』『ぶらんこ』『驟雨』『可児君の面会日』。森本薫の『華々しき一族』『退屈な時間』『赦せない行為』『みごとな女』『薔薇』。清水邦夫の『楽屋』『戯曲推理小説』。アントン・チェーホフの『桜の園』『かもめ』『結婚申し込み』『熊』『白鳥の歌』などがある。